# USS Edith (1849)
USS Edith był parowcem o napędzie śrubowym, który został przekazany z Departamentu Wojny do US Navy na mocy ustawy Kongresu z 3 marca 1849. Przeszedł pod dowództwo komodora Thomasa ap Catesby Jonesa dowódcy Eskadry Pacyfiku w San Francisco. 16 czerwca Lieutenant James McCormick otrzymał rozkaz zbadania i zaraportowania stanu parowca. Następnie objął tymczasowe dowództwo by przetransportować reprezentantów na Zgromadzenie Konstytucyjne Stanu Kalifornia (ang. California State Constitutional Convention).
USS „Edith” opuścił Sausalito w Kalifornii 23 sierpnia 1849 w rejsie do Santa Barbara, ale napotkał gęstą mgłę, która uniemożliwiła dokładne obserwacje.
Rankiem 24 sierpnia okręt wszedł na mieliznę w pobliżu niezamieszkanej części wybrzeża i został zniszczony. Wyrok sądu wydany w styczniu 1850 uznał dowódcę i załogę za niewinnych.